# Wasserturm Malente
| Wasserturm Bad Malente | Wasserturm Bad Malente        |
| Wasserturm Malente     | Wasserturm Malente            |
| Daten                  | Daten                         |
| ---------------------- | ----------------------------- |
| Baujahr:               | 1912                          |
| Turmhöhe:              | 38 m                          |
| Nutzhöhe:              | 32 m                          |
| Behälterart:           | Zylindrischer Behälter        |
| Volumen des Behälters: | 142 m³                        |
| Stilllegung:           | 1959                          |
| Ursprüngliche Nutzung: | Wasserversorgung der Gemeinde |
| Heutige Nutzung:       | weitgehend ungenutzt          |

Der Wasserturm Malente in der Stadt Malente in Schleswig-Holstein auf dem Grundstück Ringstraße 25 wurde 1912 als Teil des Wasserwerks im Zuge der damaligen Ortserweiterung errichtet, 1959 stillgelegt und 1986 unter Denkmalschutz gestellt.

## Baugeschichte und Architektur
In der kurzen Zeit zwischen 1890 und 1910 war aus dem Bauerndorf Malente ein aufstrebender Kurort geworden, der eine leistungsfähige Wasserversorgung brauchte. Der Bau wurde von der Lübecker Bauunternehmung Glogner & Co. ausgeführt, wobei der Malenter Maurermeister Friedrich Stammann mit den Maurerarbeiten beauftragt wurde. Zum Wasserwerk gehörten neben dem Wasserturm zwei 13,7 m tiefe Brunnen. Im unteren Turmbereich wurde eine Wohnung für den Wassermeister angebaut, die 1975 durch einen Anbau erweitert wurde. Der Treppenerker an der Westseite des Turms wurde nachträglich angebaut. Einen zusätzlichen Behälter zur Wasseraufbereitung baute man 1927 ein.
In den Jahren 1958/1959 errichtete die Stadt auf dem Godenberg einen Wasserbehälter von 1200 m³ Fassungsvermögen mit Druckpumpen, der Wasserturm an der Ringstraße verlor damit seine Funktion.
Der Turm besteht im Kern aus einer Stahlbeton-Konstruktion. Das Äußere ist im unteren Bereich mit Backstein-Mauerwerk verblendet, während im vorkragenden Turmkopf der Beton sichtbar ist. Der Turm ist 38 m hoch und hat fünf Etagen. In der fünften Etage befindet sich ein zylindrischer Wasserbehälter von 142 m³ Fassungsvermögen.

## Sanierung
Vor der Sanierung im Jahr 2005 zeigte der Turm Risse an der Außenhaut. Der Treppenerker drohte abzusacken und auf das Wohnhaus zu fallen. Im Innern wies die Stahlbetonkonstruktion Schäden durch Rostsprengung auf. Die Sanierung fand unter finanzieller Beteiligung des Landes Schleswig-Holstein statt.

## Nutzung
2008 ist das Bauwerk zum großen Teil ungenutzt, nur die unteren Etagen sind bewohnt. Verschiedene Nutzungsmöglichkeiten oder ein Verkauf des Turms werden diskutiert.

## Galerie

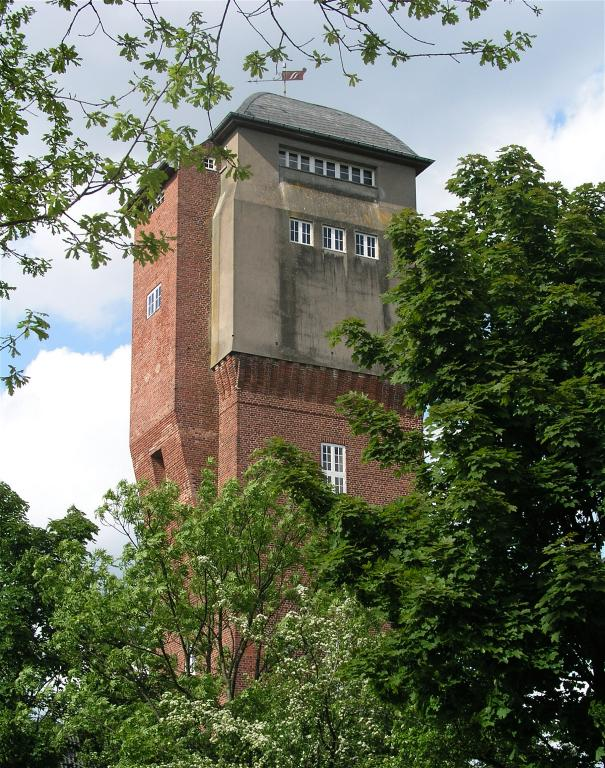
Turmkopf mit Treppenerker
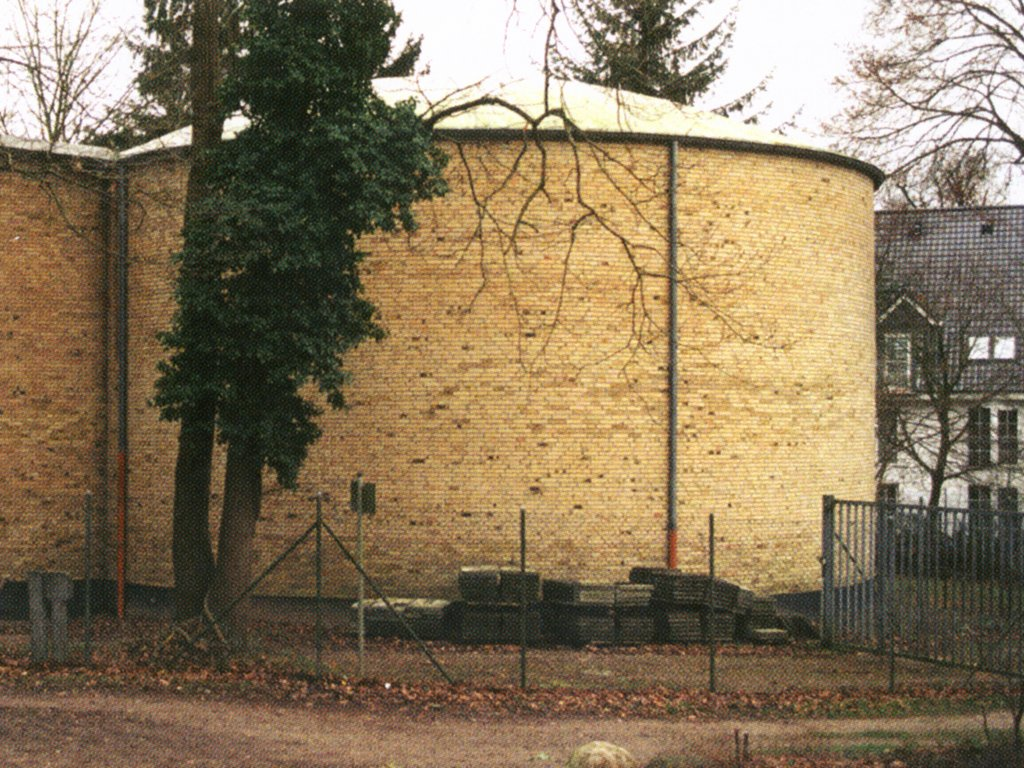
Hochbehälter auf dem Godenberg von 1958/1959